# Monstre du lac Fagua
Le monstre du lac Fagua est une créature lacustre imaginaire, présentée comme réelle sur plusieurs estampes vendues à Paris en octobre 1784.

## Histoire

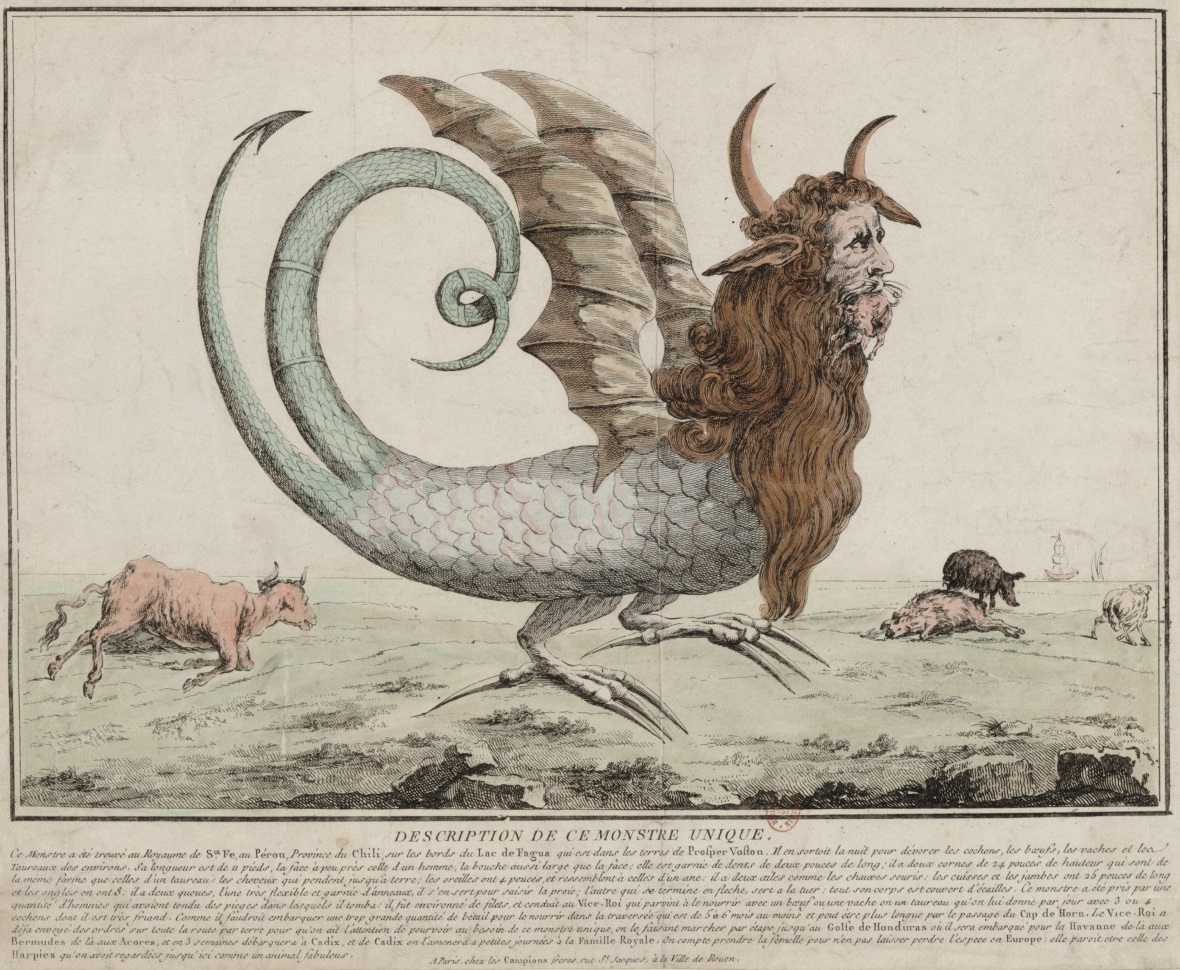
Gravure réalisée et vendue par Le Campion.

Le 19 octobre 1784, une estampe représentant un monstre est mise en vente, pour 1 livre et 4 sous, chez la dame Boutelou, rue Saint-Hyacinthe, à Paris.
Cette gravure rencontre un grand succès auprès des amateurs, comme en témoigne la diffusion de nombreuses représentations de la même créature par d'autres éditeurs parisiens, tels que Jean Marie Mixelle, Esnauts et Rapilly, Bevallet et les frères Le Campion. Certaines d'entre elles portent la signature des graveurs Devere et Noipmacel (anagramme de Le Campion). Le graveur suisse Marquard Wocher (en) en réalise une version, tandis qu'une autre, accompagnée d'une légende bilingue en français et en allemand, est même vendue à Augsbourg, chez Johann Martin Will (d).

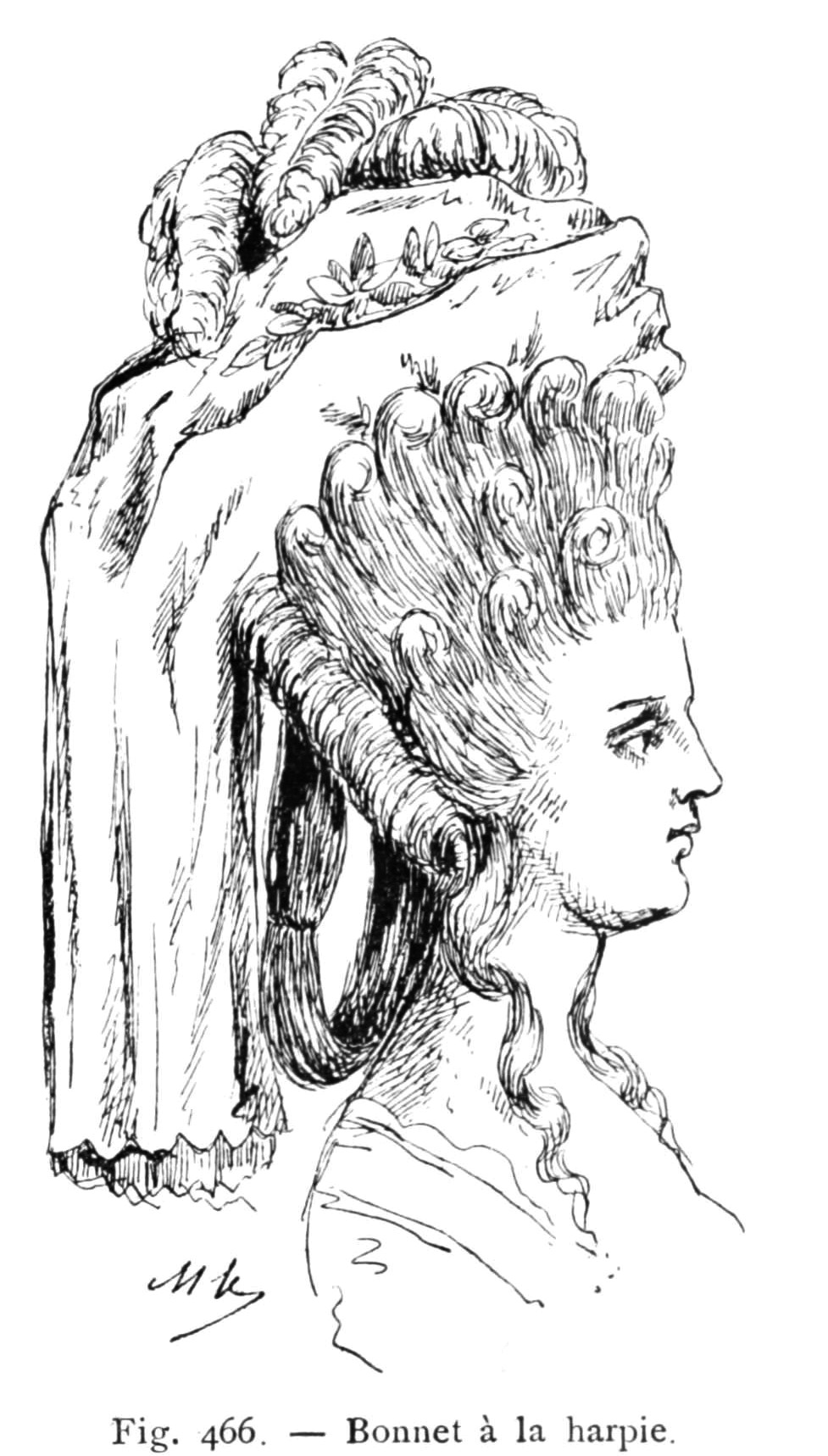
Élégante coiffée « à la harpie ».

Le public parisien, alors friand de curiosités nouvelles, telles que le magnétisme animal et les expériences aérostatiques, se passionne pour le monstre. L'engouement pour cette « harpie » est tel qu'il inspire de nouvelles fantaisies aux coiffeurs des élégantes, qui appréciaient alors les coiffures extravagantes. Hoffmann, poète aux Petites Affiches de l'abbé Aubert, a évoqué cette mode dans une épigramme moqueuse,.

## Description
La légende de l'estampe de Boutelou explique que la créature, apparentée à l'espèce mythique des harpies, aurait été trouvée « au royaume de Santa Fe, au Pérou, dans la province du Chili, dans le lac de Fagua, qui est dans les terres de Prosper Voston » et en donne la description suivante : « Sa longueur est de onze pieds [soit plus de 3 mètres] ; la face est à peu près celle d'un homme ; la bouche est aussi large que la face ; elle est garnie de dents de deux pouces [environ 5 centimètres] de longueur. Il a deux cornes de 24 pouces de long qui ressemblent à celles d'un taureau ; les cheveux pendant jusqu'à terre ; les oreilles ont quatre pouces et sont semblables à celles d'un âne ; il a deux ailes comme celles de chauve-souris, les cuisses et les jambes ont 25 pouces ; il a deux queues, l'une très flexible, dont il se sert pour saisir la proie ; l'autre, qui se termine en flèche, lui sert à tuer ; tout son corps est couvert d'écailles ».

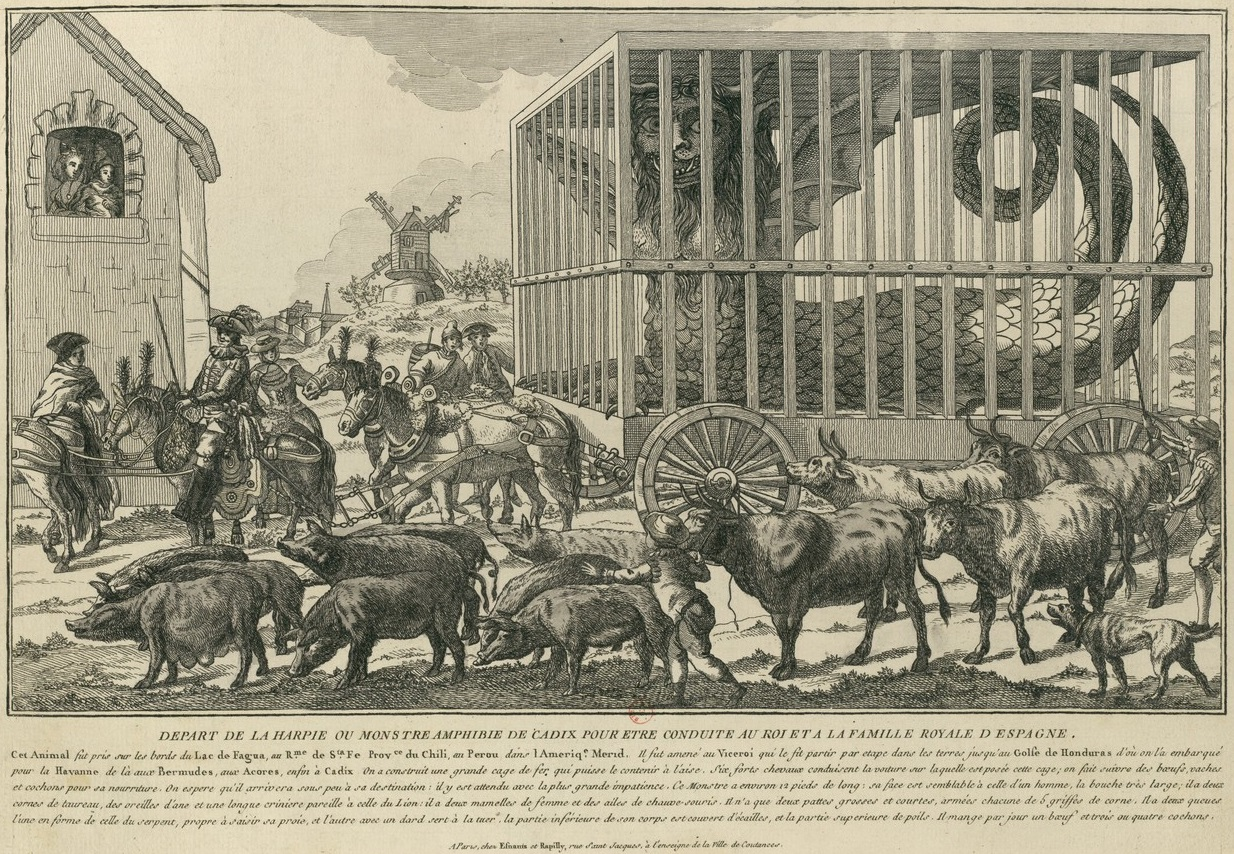
Capturée, la harpie est conduite vivante à la cour d'Espagne (gravure d'Esnauts et Rapilly).

La même légende raconte que le monstre sortait du lac pour dévorer de nombreux bovins et cochons, avant d'être capturé et conduit vivant au vice-roi, qui l'aurait fait expédier à la cour d'Espagne. Ce spécimen étant un mâle, le vice-roi aurait également ordonné de capturer une femelle afin de perpétuer l'espèce.

## Interprétations
Une partie du public semble avoir pris les gravures au sérieux. L'un des chroniqueurs du Journal politique de Bruxelles (supplément du Mercure de France) signale cependant le caractère totalement fantaisiste des indications géographiques accompagnant les estampes et note que l'existence du monstre est douteuse, les papiers espagnols n'en faisant aucune mention. Un autre chroniqueur, dans la Gazette de santé (en) fait remarquer que le nom du lac de Fagua semble dériver du verbe grec φάτνη (« manger ») et faire ainsi allusion à la voracité de la bête. Le même auteur écrit avec malice que ceux qui liraient la description du monstre comme « emblématique » pourraient avoir le fin mot de l'énigme.
| |  |
| Monsieur, comte de Provence (futur Louis XVIII), et Charles-Alexandre de Calonne, contrôleur général des finances. |  |

Ce caractère allégorique est confirmé par le titre d'un opuscule publié à Paris la même année que les gravures, Description historique d'un monstre symbolique.... L'ouvrage, anonyme, est attribué au comte de Provence Louis Stanislas Xavier de France (futur Louis XVIII), frère du roi Louis XVI. Le vice-roi ayant fait capturer le monstre y est en effet nommé Francisco Xaveiro de Meunrios. Or, ce dernier nom est une anagramme évident de « Monsieur », appellation du comte de Provence en tant que frère puîné du roi. Cependant, le style plutôt lourd et maladroit de ce pamphlet peu subtil a fait douter plusieurs auteurs de l'attribution au comte de Provence, et ce dès février 1785, comme en témoignent les Mémoires secrets pour servir à l'histoire de la République des Lettres,.
Selon ce dernier ouvrage, la harpie serait une caricature du contrôleur général des finances Charles-Alexandre de Calonne, dont le comte de Provence blâmait la politique, qu'il jugeait destructrice pour le budget du royaume et contre laquelle il intriguait. L'allusion est appuyée, dans le pamphlet, par le récit d'un prétendu témoin affirmant que le monstre aurait ravagé la Lorraine puis la Flandre avant de se réfugier en Amérique du Sud. Or, Calonne a été intendant de la généralité de Metz puis de celle de Lille avant d'être nommé contrôleur général des finances.
L'historienne Annie Duprat, qui a décrit les estampes du monstre du lac Fagua, y a vu une caricature de la reine Marie-Antoinette. Cette seconde interprétation, non avérée en 1784, est attestée quelques années plus tard, en 1789, avec une caricature révolutionnaire anonyme intitulée Mme *** Laspict. Celle-ci représente la reine affublée du corps de la harpie et déchirant de ses griffes la Déclaration des droits de l'homme et du citoyen ainsi que la Constitution.

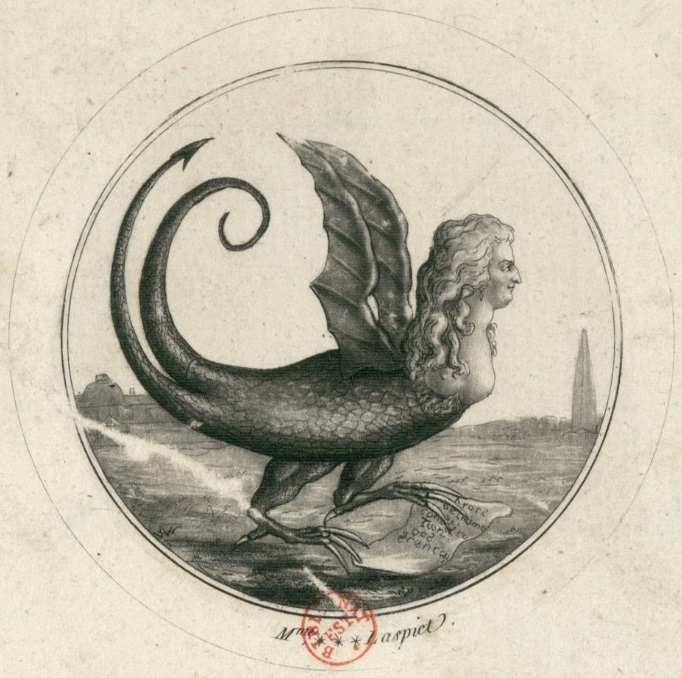
Mme *** Laspict (caricature de Marie-Antoinette, 1789)

Une trentaine d'années plus tard, le monstre du lac Fagua est encore exploité par l'imagerie populaire, notamment par les frères Deckherr de Montbéliard en 1830, et par le graveur parisien Antoine-Joseph Garson.